# Крикс
Крикс (лат. Crixus; погиб в 72 до н. э.) — один из предводителей рабов во время восстания Спартака.

## Биография
Древние авторы называют Крикса галлом. Вместе со Спартаком он был гладиатором в школе Лентула Батиата в Капуе.

### Восстание рабов
В 73 году до н. э. группа гладиаторов в числе 70—78 человек (около 30 человек согласно Флору) вырвалась из гладиаторской школы в Капуе и начала собирать беглых рабов и грабить окрестности. Спартак, Крикс и Эномай были лидерами восстания. Согласно Аппиану, Эномай и Крикс были помощниками Спартака.
После первоначальных успехов восставших рабов Крикс отделился от Спартака и остался в Южной Италии, тогда как основное войско двинулось на север. Одними из возможных причин отделения были «высокомерие и заносчивость», на которые указывает Плутарх. Армия Крикса состояла из его соплеменников галлов и германцев.
Весной 72 г. до н. э. римский консул Луций Геллий Публикола вступил в бой с отрядами Крикса. Битва происходила возле горы Гарган в Апулии. Крикс, сражаясь с большой отвагой, сумел заколоть не менее десятка обычных легионеров и нескольких вступивших с ним в бой центурионов, но в конечном счёте был убит. По утверждениям Ливия и Орозия, будучи тяжелораненым копьем в грудь, Крикс опустился на колено, и был обезглавлен римским всадником. Согласно Ливию, всадником был сам претор Квинт Арий, забравший затем голову Крикса в качестве «сувенира». Армия Крикса из 30 000 рабов была разгромлена (Тит Ливий, однако, сообщал, что этот отряд насчитывал 20 000 человек, и разбит он был претором Квинтом Аррием).
Спартак почтил память погибших, устроив гладиаторские бои по римскому обычаю. В них были принуждены участвовать 300 знатных римских военнопленных. Позже Спартак сказал о нём, что «Крикс был отважным и умелым воином, но очень плохим полководцем, что его и погубило».

## Образ Крикса в кино
- «Спартак» — фильм США 1960 года, режиссёр Стэнли Кубрик, Крикса играет Джон Айрленд.
- «Спартак» — фильм США 2004 года, режиссёр Роберт Дорнхельм, в роли Крикса Пол Кинман.
- «Спартак: Кровь и песок» — сериал США 2010 года, режиссёры Майкл Херст, Рик Джейкобсон, Джесси Уарн, в роли Крикса Ману Беннетт.
- «Спартак: Боги арены» — сериал США 2011 года, режиссёр Рик Джейкобсон, в роли Крикса Ману Беннетт.
- «Спартак: Месть» — сериал США 2012 года, режиссёр Майкл Хёрст, в роли Крикса Ману Беннетт.
- «Спартак: Война проклятых» — сериал США 2013 года, режиссёр Майкл Хёрст, в роли Крикса Ману Беннетт.

## Образ в литературе
- «Спартак», Рафаэлло Джованьоли, исторический роман, 1874 год

### Исторические источники
- Аппиан. Гражданские войны. — М.: Росспэн, Селена, 1994. — ISBN 5-86004-016-4, ISBN 5-88046-040-1. Кн. I, гл. 116‒120.
- Тит Ливий. История Рима от основания Города. В 3 т. Т. 3. Кн. XXXIV—XLV. М.: «Ладомир», 2002. — Периохи книг, гл. 95—96.
- Павел Орозий. История против язычников. Книги I—VII. — Изд-во Олега Абышко, 2004. — 544 с — ISBN 5-7435-0214-5. Книга 5, гл. 24.
- Гай Саллюстий Крисп. Сочинения / Пер., статья и коммент. В. О. Горенштейна. — М.: Ладомир; ООО «Фирма „Издательство АСТ“», 1999. — 750 с. Фрагменты. Книга III. Гл. 96—98
- Луций Анней Флор — историк древнего Рима / Немировский А. И., Дашкова М. Ф. — Воронеж: Изд-во Воронеж. ун-та, 1977. — 167 с. Эпитомы Римской истории. Книга II. Глава VIII. Спартаковская война
- Плутарх. Сравнительные жизнеописания в двух томах, М.: Издательство «Наука», 1994. Издание второе. Т. I. Красс, гл. 8—11.

### Вторичные источники
- Валентин Лесков. Спартак. М.: Молодая гвардия, 1987.
- А. Валентинов. Спартак. М.: 2002.
- Карышковский, Пётр Осипович. Восстание Спартака. М., 1956.
- Дерзновение / Д. Валовой, М. Валовая, Г. Лапшина. — М.: Мол. гвардия, 1989. — 314[6] c., ил. C.16-26.
- Bradley, Keith. Slavery and Rebellion in the Roman World. — Bloomington: Indiana University Press, 1989. ISBN 0-253-21169-7
- Barry S. Strauss. The Spartacus war. — New York: Simon & Schuster, 2009. — ISBN 1-4165-3205-6, ISBN 1-4165-3205-7.
- Крикс (англ.). — в Smith's Dictionary of Greek and Roman Biography and Mythology. vol. 1, p. 896